# Каменоделно училище в Хоржице
Каменоделното училище в Хоржице, Чехия е най-старото каменоделно училище в Европа.
На 15 март 1883 г. Общинският съвет в гр. Хоржице представя искане до Министерството на висшето обучение и култура във Виена да бъде създадено училището поради наличието на огромни количества пясъчници, намиращи се в планината до града. Министерството уважава искането и разпорежда създаването на Имперски колеж по обработка на камъка в Хоржице през 1884 г.
Училището е школа с високо ниво, която обучава и възпитава редица професионалисти в обработката на камъка, като повлиява и развитието на скулптурата в Чехия. Сред възпитаниците на училището са Рудолф Браун - първият директор на Професионалната гимназия по каменообработване в с. Кунино, България, и учителят специалист Йозеф Шквара.